# Revolta de 1925 no Rio Grande do Sul
A revolta ou Revolução de 1925 no Rio Grande do Sul foi deflagrada por civis oposicionistas, apoiados por militares tenentistas, visando destituir o governo estadual e apoiar a Coluna Prestes. O movimento foi arquitetado por exilados, derrotados na revolta de 1924, que ainda aceitavam a liderança do general Isidoro Dias Lopes. O plano previa sublevações no Exército e invasões pela fronteira de grupos de exilados.
Entretanto, as sublevações não ocorreram e somente um dos líderes das incursões, o caudilho Honório Lemes, cruzou a fronteira no final de setembro. Vários grupos atuaram nos municípios de Santana do Livramento e Dom Pedrito até sua rendição ou exílio no início de outubro. Outro líder, Adalberto Corrêa, também tentou atravessar a fronteira, mas foi interceptado, ferido e preso pelo exército e polícia do Uruguai antes mesmo de entrar no Brasil.

## Antecedentes
O conflito armado entre o Partido Republicano Riograndense e a oposição a seu domínio político no Rio Grande do Sul, aparentemente encerrado na Revolução de 1923, foi reeditado em uma nova revolta em 1924. A disputa pelo poder estadual misturou-se com o tenentismo, movimento militar de ambições nacionais, cujo inimigo era Artur Bernardes, presidente do Brasil. Os oposicionistas civis da Aliança Libertadora, liderados por Assis Brasil, aliaram-se a militares revoltosos, que acatavam a autoridade do general Isidoro Dias Lopes. Os legalistas defendiam os governos estadual e federal. A revolta foi derrotada, e seus participantes tomaram dois caminhos: alguns continuaram o movimento armado fora do estado, na Coluna Prestes. Outros foram ao exílio nos países vizinhos, como a Argentina e Uruguai.
Enquanto seus companheiros ainda lutavam na Coluna Prestes, os exilados prosseguiram com várias tentativas revolucionárias, pouco trabalhadas na literatura. A escassez de recursos, vigilância policial e pressão diplomática não impediram Isidoro de arquitetar um novo movimento armado, civil-militar, no Rio Grande do Sul, de forma a dividir as atenções do governo. Para os civis, a prioridade era depor o governante estadual, Borges de Medeiros.

## Campanha
O plano elaborado pelos exilados previa civis cruzando a fronteira e levantes nas guarnições do Exército nessa região, como o 5.º Regimento de Cavalaria Independente (RCI), de Uruguaiana. Segundo Anacleto Firpo, amigo de Assis Brasil, os civis aguardariam o levante militar para entrar em ação. Por outro lado, segundo Adalberto Corrêa, o movimento era “principalmente civil e articulava-se independentemente dos movimentos militares”. Adalberto e seus exilados invadiriam por Santa Vitória do Palmar, que julgavam pouco defendida. Zeca Neto viria pelo rio Jaguarão, Honório Lemes pela Coxilha Negra, Júlio Barrios por Quaraí, Virgílio Viana pela Barra do Quaraí e Leonel Rocha pelo Alto Uruguai.
A pressão das autoridades uruguaias induziu Adalberto Corrêa e Honório Lemes a anteciparem o plano, entrando em ação por conta própria no final de setembro. No caso de Honório Lemes, ele foi também atraído pela promessa de apoio de um oficial da guarnição de São Gabriel. A ofensiva de Honório, composta exclusivamente de civis, viu-se isolada. Os conspiradores no 5.º RCI não cumpriram sua promessa, segundo eles, devido à transferência de sargentos com os quais contavam. Zeca Neto, com problemas de saúde, ainda não havia entrado em ação quando soube da derrota de Honório Lemes e desistiu do plano.

### Adalberto Corrêa
Antes de cruzar a fronteira, a força de invasão de Santa Vitória do Palmar  passou por uma região fortemente guarnecida pelo exército e polícia uruguaios, onde foi detectada. Em 21 de setembro a Chefatura de Polícia de Maldonado, suspeitando de caminhões que transportavam máquinas agrícolas à cidade de Rocha, apreendeu os veículos, nos quais descobriu 28 caixões não declarados com pólvora e munições. Alguns dos caminhões escaparam, mas as autoridades estavam avisadas e o 18.º Batalhão de Infantaria saiu à sua procura. No dia seguinte, onze rebeldes receberam a bala o subcomandante do Chuy, mas foram aprisionados.
Na vila de Castillos, o comboio de Adalberto Corrêa foi interrompido pela polícia a caminho do Brasil. Liderando 40 homens, Adalberto recusou-se a entregar suas armas, e o comissário de polícia recuou, pois tinha poucos homens. No dia 24, reforços da polícia e exército uruguaios travaram intensos tiroteios com vários grupos de rebeldes. Adalberto Corrêa foi pego a cinco quilômetros da fronteira, acompanhado de dez companheiros. Os breves combates resultaram em um soldado uruguaio e dois rebeldes feridos, incluindo o próprio Adalberto.
Os uruguaios fizeram prisioneiros e confiscaram armas e munição; segundo Aldo Ladeira Ribeiro, historiador da Brigada Militar, “não resta dúvida que o material que Adalberto Corrêa pretendia trazer para o Brasil daria algum alento aos seus já tão desmoralizados companheiros de aventuras.” Só o grupo final de Adalberto, de onze homens, tinha dez caixas de munições, 50 000 tiros e 16 fuzis-metralhadoras.

### Honório Lemes
Na noite de 29 para 30 de setembro, outros grupos, em número inferior a 500 homens, cruzaram a fronteira nos municípios de Santana do Livramento e Dom Pedrito, sob a liderança do “general” Honório Lemes. Com cerca de 100 homens, o grupo do general entrou pelo Marco Araújo, em Livramento, município repetidamente percorrido nos ataques e fugas dos conflitos anteriores. No mesmo município, Octacílio Rosa invadiu pelo Marco do Lopes, e Fulgêncio dos Santos, pelos Galpões. Em Dom Pedrito, a incursão era liderada por Octaviano Fernandes e Dinarte Gil Oliveira. A força de invasão era exclusivamente civil. Seus cavaleiros, armados com revólveres, fuzis, espadas, e lanças, eram facilmente identificáveis:

Estavam todos com camisa xadrez, bombachas, botinas pretas sanfonadas, chapéu de copa alta e abas largas, de onde pendia uma fita vermelha, larga e comprida, que tombava sobre os ombros como uma espécie de flâmula, mas que na verdade constituía um distintivo. O lenço vermelho e a fita da mesma cor eram o símbolo da revolução.

O primeiro ataque de Honório Lemes foi contra a linha férrea entre as estações de Porteirinhas e Santa Rita. Após deter um trem de passageiros, os rebeldes tentaram prender um trem de carga, mas o maquinista retrocedeu a Livramento, sob fuzilaria. Um esquadrão do 2.º Regimento de Cavalaria da Brigada Militar, de Livramento, prosseguiu à linha férrea. Os rebeldes haviam arrancado trilhos, queimado vagões e destruído a estação de Porteirinhas. Deixando o local, confiscavam os cavalos e recrutavam à força os homens que encontravam no caminho.
A coluna prosseguiu à região do Caverá, onde Honório, veterano de 1923, sempre procurava abrigo depois de incursionar por terras logínquas. A 3 de outubro, o grupo do comandante acampava na estância de Antônio Guerra, onde esperavam a chegada do grupo de Dom Pedrito. Este, porém, estava sob perseguição do 21.º Corpo Auxiliar (CA). Após dois combates, o Curral de Pedras (5 de outubro) e Cerrilhada (8 de outubro), os rebeldes de Dom Pedrito retornaram ao Uruguai.
Em resposta às incursões, a 3.ª Região Militar do Exército organizou uma coluna ligeira com elementos civis de Alegrete, Uruguaiana e Itaqui, estes últimos comandados por Oswaldo Aranha, elementos e do Exército e o 4.º Batalhão de Infantaria Montada da Brigada Militar. Ao comando de Flores da Cunha, este destacamento encontrou e perseguiu os rebeldes. Em 7 de outubro a vanguarda legalista, composta do Corpo Auxiliar de Rosário, chocou-se com as linhas avançadas de Honório Lemes. O capitão Pacheco, comandante do Corpo Auxiliar, foi ferido em combate e degolado pelos rebeldes.
No dia seguinte, as manobras de Flores da Cunha pressionaram a força rebelde entre o rio Ibicuí da Cruz — naquele momento, muito cheio devido às chuvas — e o Banhado das Marrecas. Percebendo que seria aniquilado, Honório Lemes se rendeu após negociar a garantia da vida sua e de seus homens. Oswaldo Aranha presenciou o momento:

Estávamos a quatrocentos metros do inimigo; Dr. Flores à frente da 1.ª linha; eu, em coluna de proteção, quando vimos uma bandeira branca. Foi uma cena emocionante. Os revolucionários avançaram de cabeça baixa, armas na mão apontadas para o chão enquanto outros, sem nossa interferência, fugiam para o mato, atirando-se ao Rio Ibicuí.

A parte da coluna que não se rendeu atravessou o rio no Passo da Conceição, onde cerca de vinte homens morreram afogados.

## Consequências
A derrota não desanimou o general Isidoro, que planejou um novo movimento, deflagrado em 1926. Entretanto, Honório Lemes não participou. Aquele seria seu último combate, após o qual ficou preso em Porto Alegre até 1927. O governo atribuiu a revolta aos “rebeldes profissionais” radicados na fronteira uruguaia. Um novo tratado de fronteira foi assinado mais tarde entre o Brasil e o Uruguai, que se comprometeu a internar os chefes rebeldes brasileiros o mais longe possível da fronteira. O acordo entrou em vigor em 1927, a tempo de ser aplicado para o movimento de 1926.

### Citações
1. ↑  Cabeda 2008, p. 319-321.
2. ↑  Aragão 2021, p. 220.
3. 1 2  Cabeda 2008, p. 327-328.
4. ↑  Aita & Axt 1999, p. 55.
5. 1 2  Aragão 2021, p. 221.
6. ↑  Caggiani 1997, p. 30.
7. 1 2 3 4 5  Cabeda 2008, p. 328.
8. 1 2  Meirelles 2002, p. 449.
9. ↑  Ribeiro 1953, p. 420.
10. 1 2 3 4  Ribeiro 1953, p. 421.
11. 1 2 3 4 5  Caggiani 2017, p. 30.
12. ↑  Meirelles 2002, p. 448.
13. 1 2  Ribeiro 1953, p. 422.
14. ↑  Meirelles 2002, p. 448-449.
15. ↑  Ribeiro 1953, p. 423.
16. 1 2  Caggiani 2017, p. 31.
17. ↑  Meirelles 2002, p. 449-450.
18. ↑  Aita & Axt 1999, p. 56.
19. ↑  Cabeda 2008, p. 328-329.
20. ↑  Meirelles 2002, p. 634.
21. ↑  Aragão 2021, p. 231.